# تدوير (رياضيات)

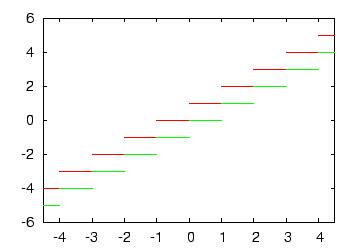

التدوير هو جزء هام جدا في الرياضيات. ومعناه إزالة عدد كبير من الأرقام وتحويلها إلى عدد صحيح، أو عدد عشري منتهي. وهو أداة مفيدة جدا في الحياة اليومية، فبفضل التقريب استطعنا اختصار كمية هائلة من الأعداد العشرية الضخمة إلى عدد صحيح يتكون من رقم إلى 5 أو 6 أرقام، وكذلك نستطيع من خلاله تقدير كمية من المال وتقريب الزمن والمسافات.

## أنواع التدوير

### التدوير إلى عدد صحيح
- تدوير إلى أعلى أو إلى أسفل عدد
- تدوير نحو الصفر أو بعيدا عن الصفر
- تدوير لأقرب عدد
- تدوير النصف إلى أعلى أو إلى أسفل
- تدوير النصف نحو الصفر أو بعيدا عن الصفر
- تدوير النصف إلى الاعداد الفردية أو الزوجية

## أهمية التقريب
عند تدوير عدد عشري، فإننا نزيل جزءاً كبيراً جداً من الأعداد العشرية. فعلى سبيل المثال، عدد مثل 2.9848425 يعتبر هذا العدد كبيراً جدا حتى نقرأه، فبالتدوير يمكننا أن نقرأه بسهولة، ونزيل كل هذه الأعداد حتى يصبح الناتج 3. فلولا التدوير  لعشنا في حياة مليئة بالأعداد العشرية التي يعجز الفرد عن قراءتها
ولكن يتطلب الأمر حفظ الأعداد الكريمة والبخيله فعندما تقرب 1032 سيكون 1000 لأنه لا يحتوي على أعداد كريمة. أما عن 1098 سيكون 1100 لأنه يحتوي على أعداد كريمة.

## تقسيم التدوير  للأعداد
بفضل التقريب استطعنا تقسيم الأعداد من 0 إلى 9 حسب الآتي:
1-أعداد بخيلة : وهي الأعداد التي لا يمكن السلف منها. ويجب أن تكون أول خانة من القيمة التقريبية عدد منها وهي 0، 1، 2، 3، 4.
2- أعداد كريمة : وهي الأعداد التي يمكن السلف منها. ولا يجب أن تكون أول خانة من القيمة التقريبية عدد منها وهي : 5، 6، 7، 8، 9.
ملحوظة : العلامة التي تفصل بين العدد العشري أو الكسري والقيمة التقريبية هي ≈ ومعناها يساوي تقريبا.

## كيفية التدوير وأنواعه

### التدوير لأقرب عدد
وهو معناه تقريب العدد إلى عدد صحيح يكون آحاده صفر والمثال التالي يوضح :
مثال : قرب العدد 985.36 لأقرب عدد مثال عشرة
الحل : نحدد خانة العشرات ونميزها حتى يصبح العدد كالآتى : 985.365
إذن العدد 8 هو العدد الذي يمثل خانة العشرات في العدد 985.365
ننظر إلى العدد الذي على يمينه وهو 5 ونعرف إن كان عددا بخيلا أم كريما، ويتضح أن 5 عددا كريما فنقوم بسلف 1 منه ونجمعه مع 8 فيصبح 9 ونحول 5 إلى صفر ونمحي الأعداد التي على يمين العلامة (الأعداد لعشرية)
إذن : 985.365 ≈ 990
مثال : قرب العدد 8934.425 لأقرب 100
الحل : نحدد خانة المئات حيث تكون خانة المئات مميزة عن باقيها من الخانات مثل 8934.425
ننظر إلى العدد الذي على يمينة وهو 3 ونعرف أنه عدد بخيل فيعجز عنا استلاف 1 منه فنحوله إلى صفر وكذلك خانة الآحاد ونطيح بالأعداد العشرية
إذن : 8934.425 ≈ 8900
تم

### نتيجة
يتضح من الأمثلة السابقة أن :
سواء إن وجدنا عدد بخيلا أو كريما على يمين العدد الذي يمثل الخانة فإننا نحوله إلى صفر
لا داعى من كتابة الأعداد العشرية التي حولناها إلى صفر في التقريب لأنها ليس لها قيمة فمثلا العدد 1 = 1.0

## التدوير لأقرب ألف ومليون
بعد أن تعرفنا على المثالين السابقين من تدوير الأعداد الصحيحة فإنه سيسهل كذلك حل المسائل في التدوير لأقرب 1000 ومليون
مثال : قرب العدد : 8472564 لأقرب 1000
الحل : نحدد خانة الألوف هي كالآتى : 8472564
ثم ننظر إلى يمينها فنجد العدد 5 فنجده عددا كريما فنستلف منه 1 ويجمع على 2 فتصبح ثلاثة ونطيح بالباقى من الأعداد التي على يمينه (تحويلها إلى صفر)
إذن : العدد : 8472564 ≈ 8473000
مثال : قرب العدد 8452958515965 لأقرب مليون
الحل : نحدد خانة الملايين ونميزها كالآتى : 8452958515965
ثم ننظر إلى العدد الذي على يمينه فنجد العدد 5 وهو عدد كريم فنقوم باستلاف 1 منه ونطيح بالأعداد التي على يمينه وتصبح كلها بصفر
إذن : 8452958515965 ≈ 8452959000000

## التدوير لأقرب وحدة
وهو المقصود به تدوير العدد لأقرب عدد صحيح وهنا يختلف آحاد العدد بين 0 و5
مثال : قرب العدد التالي لأقرب وحدة 584.65
الحل : نميز خانة الآحاد حتى يصبح العدد 584.65
ثم ننظر إلى العدد الذي يقع على يمينه (على يمين العلامة العشرية) وهو 6 فنجده عددا كريما فنستلف منه 1 ونجمعه مع 4
إذن : 584.65 ≈ 585

## التدوير لأقرب جزء
في هذا القسم بالذات ستكون القيمة التقريبية عددا عشريا مبسطا
مثال : قرب العدد 854.684 لأقرب جزء من عشرة
الحل : نحدد خانة الجزء من عشرة 854.684
ثم إلى ما على يمينه فنجده العدد 8 وهو عدد كريم فنستلف منه 1 ونطيح بكل ما على يسار خانة الجزء من عشرة
إذن : 854.684 ≈ 854.7
مثال : قرب العدد 85.3541 لأقرب جزء من مائة
الحل : نحدد خانة الجزء من مائة 85.3541 ثم ننظر إلى العدد الذي على يمينها فنجده 4 والعدد 4 عدد بخيل فنطيح بكل الأعداد التي بعد خانة الجزء من مائة
إذن : 85.3541 ≈ 85.35